# Afiesl
Afiesl ist eine Katastralgemeinde von St. Stefan-Afiesl,  im oberen Mühlviertel im Bezirk Rohrbach von Oberösterreich.
Einen Ort des Namens gibt es im eigentlichen Sinne nicht, die Ortschaften hier heißen Unterafiesl und Oberafiesl.
Afiesl war – zusammen mit Köckendorf, Neuschlag und dem bereits im Oktober 2018 an die Gemeinde Helfenberg abgetretenen Waldhäuser –  ehemals eigenständige Gemeinde mit zuletzt etwa 400 Einwohnern. Mit 1. Jänner 2019 wurde sie mit St. Stefan am Walde zur neuen Gemeinde St. Stefan-Afiesl fusioniert. Ehemaliger Gemeindehauptort von Afiesl war aber Neuschlag.

## Geografie
Afiesl liegt auf 714 m Höhe im Oberen Mühlviertel. Die Ausdehnung beträgt von Nord nach Süd rund 4,4 km, von West nach Ost rund 5,5 km, die Gesamtfläche umfasst 13,49 km², womit die Gemeinde bezüglich ihrer Fläche im unteren Mittelfeld der Gemeinden des Bezirks Rohrbach liegt. Der niedrigste Punkt der Gemeinde findet sich im Talboden nahe Waldhäuser auf etwa 580 m ü. A., der höchste Punkt der Gemeinde auf einer Waldkuppe nahe Oberafiesl auf 895 m ü. A. 2001 war das Gemeindegebiet zu 57,8 mit Wald bedeckt, 38,5 Prozent der Fläche wurde landwirtschaftlich genutzt. Im Vergleich mit dem Bundesland Oberösterreich ist Afiesl damit wesentlich stärker als der Landesschnitt (Oberösterreich: 38,3 Prozent) bzw. besteht wesentlich weniger landwirtschaftliche Nutzfläche (Oberösterreich: 49,3 Prozent).

### Geologie und Böden
Die Landschaft des Gemeindegebietes ist ein Teil der Böhmischen Masse die auf ein sehr altes Gebirge zurückgeht, dass durch die Variszische Gebirgsbildung im
Paläozoikum (Karbon) entstand. Nach der starken Erodierung des ehemaligen Hochgebirges kam es während der Alpidischen Gebirgsbildung im Tertiär zur Aufhebung des kristallinen Grundgebirges um mehrere 100 Meter, wodurch Brüchen und Störungen entstanden. In weiterer Folge kam es im Tertiär und Quartär zur Ablagerung von Sedimenten. Als Bodentypen kommen im Gemeindegebiet insbesondere Silkiatbraunerden (saure Braun- und Bleicherdeböden) über mächtigen bis weniger mächtigen Lehmdecken vor. Diese weisen mit zunehmender Höhe eine zunehmende Podsolierung auf und werden bei Staunässe zu Gley-, Anmoor- und Moorböden umgewandelt.

### Landschaft und Vegetation
Das Gemeindegebiet von Afiesl ist vom Böhmerwald und seinen Ausläufern geprägt. Gemessen an der naturschutzfachlichen Raumgliederung des Landes Oberösterreichs liegt der Hinterwald im Norden der Gemeinde in der Raumeinheit Böhmerwald, das übrige Gemeindegebiet gehört zur Raumeinheit Südliche Böhmerwaldausläufer. Während der Hinterwald eine nahezu geschlossene Waldfläche im nördlichen Drittel des Gemeindegebietes darstellt, lockert der Wald südlich des Hinterwaldes allmählich auf. Hier besteht ein locker besiedeltes, kuppenreiches Hügelland mit reicher Strukturierung. Dominierende Vegetation im Gemeindegebiet sind Nadelwaldforste unterschiedlichen Alters, reine Laubwälder spielen hingegen kaum eine Rolle. Laubgehölze beschränken sich vielmehr auf die Waldränder, wo vorwiegend Buchen den dominierenden Fichten untergemischt sind. Vereinzelt bestehen auch Stieleichen, an feuchteren Standorten auch Eschen, Schwarzerlen und Bergahorn. Der Schwerpunkt der Landwirtschaft liegt in der Grünlandwirtschaft, Ackerbau ist hingegen selten. Zudem bestehen vereinzelt Streuobstwiesen. Extensives Magergrünland besteht nur mehr vereinzelt.

### Gemeindegliederung
| Ortsteil    | 2001 | 2011 |
| ----------- | ---- | ---- |
| Köckendorf  | 097  | 094  |
| Neuschlag   | 114  | 107  |
| Oberafiesl  | 076  | 071  |
| Unterafiesl | 046  | 045  |
| Waldhäuser  | 091  | 091  |

Das Gemeindegebiet von Afiesl ist deckungsgleich mit der Katastralgemeinde Afiesl, wobei fünf Ortsteile unterschieden werden. Südlichster Ortsteil und an der Böhmerwald Straße (B 38) gelegen befindet sich die Streusiedlung Waldhäuser (700 m ü. A.), zu der auch der Weiler Waldmühle und der Weiler Zölsen gezählt werden. Waldhäuser bestand 2001 aus insgesamt 36 Gebäuden, wobei auch zwei Arbeitsstätten und neun land- und forstwirtschaftliche Betriebe im Ortsteil bestanden. Nordwestlich von Waldhäuser liegt mit der Rotte Neuschlag (714 m ü. A.) der Hauptort der Gemeinde. Neuschlag umfasste 2001 37 Gebäude, eine Arbeitsstätte und 19 land- und forstwirtschaftliche Betriebe. Nördlich von Neunschlag bzw. südlich des Hinterwaldes liegen die Rotten Oberafiesl (840 m ü. A.) und Unterafiesl (800 m ü. A.), wobei die Helfenberger Hütte zu Oberafiesl und die Salmesmühle zu Unterafiesl gerechnet wird. Oberafiesl wies 2001 30 Gebäude, drei Arbeitsstätten und 12 land- und forstwirtschaftliche Betriebe auf, Unterafiesl bestand aus 18 Gebäude, zwei Arbeitsstätten und sechs land- und forstwirtschaftliche Betrieben. Im Osten der Gemeinde erstreckt sich die Rotte Köckendorf (801 m ü. A.), zu der die Rotte Kollerhäuser (760 m ü. A.) und der Weiler Löfflersäge gehören. Köckendorf wies 2001 37 Gebäude, zwei Arbeitsstätten und 17 land- und forstwirtschaftliche Betriebe auf.
Das Katastralgemeindegebiet umfasst folgende Ortschaften (in Klammern Einwohnerzahl Stand 1. Jänner 2024):
- Köckendorf (96)
- Neuschlag (104)
- Oberafiesl (72)
- Unterafiesl (34)

## Geschichte
Ursprünglich im Ostteil des Herzogtums Bayern liegend, gehörte das Gemeindegebiet seit dem 12. Jahrhundert zum Herzogtum Österreich und wird seit 1490 dem Fürstentum Österreich ob der Enns zugerechnet. 1787 wird der Ort als Einfüßl erstmals urkundlich erwähnt. Der Name soll sich von einem invaliden Soldaten ableiten, der nur noch einen Fuß (ein Füßl) besaß und in einer Hütte im Hinterwald hauste. In den 1850er Jahren wurde der Ort selbständige Gemeinde in Österreich ob der Enns bzw. im Bundesland Oberösterreich.
Nach dem Anschluss Österreichs an das Deutsche Reich am 13. März 1938 wurde der Ort der Gemeinde Helfenberg eingegliedert, wurde aber seit 1949 wieder selbständig. Der Zusammenschluss zu St. Stefan-Afiesl erfolgte 2019.

## Politik

### Gemeinderat
Stärkste Fraktion im Gemeinderat von Afiesl ist seit jeher die ÖVP, die zwischen 1973 und 2015 immer die absolute Stimmen- und Mandatsmehrheit erzielen konnte. Die ÖVP erreichte dabei in diesem Zeitraum Wahlergebnisse zwischen 63,67 und 76,1 Prozent. Zweitstärkste Partei war immer die SPÖ, die zwischen 18,69 und 38,6 Prozent der Stimmen auf sich vereinen konnte. Ihre besten Wahlergebnisse verzeichnete die SPÖ dabei zwischen 1985 und 2003, wo sie auf 33 bis 39 Prozent kam. Die Freiheitliche Partei Österreichs (FPÖ) trat zwischen 1973 und 2003 nie bei Gemeinderatswahlen in Afiesl an. Bei der letzten Gemeinderatswahl 2015 kam die ÖVP auf 63,67 Prozent bzw. neun Mandate, was das schlechteste Wahlergebnis der ÖVP bedeutete. Die SPÖ erzielte 18,69 Prozent und zwei Mandate, die FPÖ 17,65 Prozent und ebenfalls zwei Mandate.

### Bürgermeister
Der Bürgermeister wird seit 1997 in einer Direktwahl bestimmt, wobei es bei keiner absoluten Mehrheit für einen Kandidaten zu einer Stichwahl kommt. Bürgermeister war seit 1989 Erhard Grünzweil von der ÖVP. Bei den bisherigen Bürgermeisterdirektwahlen konnte sich Grünzweil jeweils mit mehr als 90 Prozent der Stimmen durchsetzen, wobei es bei den bisherigen Wahlen keinen Gegenkandidaten gab. Der Vizebürgermeister wurde ebenfalls von der ÖVP gestellt.

### Sonstige Wahlen
Wie bei Gemeinderatswahlen dominiert die ÖVP auch bei Landtagswahlen in der Gemeinde, wenngleich die Dominanz der Volkspartei seit den 1970er Jahren merklich zurückgegangen ist. Dennoch konnte die ÖVP seit 1973 immer stimmenstärkste Partei werden, drei Mal erzielte sie sogar eine Zweidrittelmehrheit. Ihr bestes Ergebnis erreichte die ÖVP in diesem Zeitraum im Jahr 1973 mit 75,3 Prozent, seitdem verlor sie nahezu sukzessive Stimmenanteile. Ihr schlechtestes Ergebnis verzeichnete die ÖVP 2003 mit 58,0 Prozent. Zweitstärkste Partei war bei Landtagswahlen immer die SPÖ, die Wahlergebnisse zwischen 22,8 Prozent und 32,4 Prozent für sich verbuchen konnte. Ihr bestes Ergebnis hatte die SPÖ dabei 2003, ihr schlechtestes 2009. Als drittstärkste Partei konnte sich mit Ausnahme des Jahres 2003 immer die FPÖ positionieren, die Wahlergebnisse zwischen 20 und 12,0 Prozent bei Landtagswahlen verbuchen konnte. 2003 lag die FPÖ hinter den Grünen. Bei der Landtagswahl 2009 kam die ÖVP mit 58,5 Prozent auf den ersten Platz und ihr bisher zweitschlechtestes Ergebnis. Die SPÖ kam nur noch auf 22,8 Prozent und musste ihr bisher schlechtestes Ergebnis hinnehmen. Drittstärkste Partei war die FPÖ mit 9,8 Prozent, viertstärkste die Grünen mit 5,7 Prozent.

## Wappen
Das Wappen wurde der Gemeinde Afiesl am 12. Oktober 1981 durch die Oberösterreichische Landesregierung verliehen. Die Blasonierung lautet: Von Gold und Grün im Tannenschnitt erhöht geteilt; unten ein silberner Wellenbalken, darin drei schwarze, große Steine. Die Gemeindefarben sind Weiß-Grün.
Das Gemeindewappen symbolisiert die charakteristische Landschaft im Gemeindegebiet mit dem Hinterwald, einem Teil des Böhmerwaldes, und der Steinernen Mühl mit ihren Geröllhalden im Flussbett.

## Bevölkerung

### Bevölkerungsstruktur
2013 lebten in der Gemeinde Afiesl 410 Menschen, womit Afiesl die Gemeinde mit der geringsten Einwohnerzahl im Bezirk Rohrbach war. Bezogen auf die Bevölkerungsdichte war Afiesl die Gemeinde mit der zweitgeringsten Besiedelungsdichte im Bezirksgebiet. Ende 2001 waren 96,9 Prozent der Bevölkerung österreichische Staatsbürger (Oberösterreich 92,8 Prozent, Bezirk Rohrbach 96,9 Prozent), bis zum Jahresbeginn 2013 veränderte sich der Wert mit 96,3 Prozent (Oberösterreich 91,1 Prozent, Bezirk Rohrbach 96,9 Prozent) kaum. Insgesamt wurden 2013 in der Gemeinde nur 15 Ausländer gezählt, die alle aus den EU-Ländern stammten. Zur römisch-katholischen Kirche bekannten sich 2001 96,5 Prozent der Einwohner (Oberösterreich: 79,4 Prozent), 2,1 Prozent waren ohne Bekenntnis.
Der Altersdurchschnitt der Gemeindebevölkerung lag 2001 etwas unter dem Landesdurchschnitt. 21,5 Prozent der Einwohner von Kleinzell waren jünger als 15 Jahre (Oberösterreich: 18,8 Prozent), 59,7 Prozent zwischen 15 und 59 Jahre alt (Oberösterreich: 61,6 Prozent). Der Anteil der Einwohner über 59 Jahre lag mit 18,9 Prozent etwas unter dem Landesdurchschnitt von 20,2 Prozent. Der Altersdurchschnitt der Bevölkerung von Afiesl veränderte sich in der Folge in allen Segment. Der Anteil der unter 15-Jährigen sank per 1. Jänner 2013 auf 15,4 Prozent, während sich der Anteil der Menschen zwischen 15 und 59 Jahren auf 68,8 Prozent deutlich erhöhte. Der Anteil der über 59-Jährigen sank hingegen auf 15,9 Prozent. Nach dem Familienstand waren 2001 46,2 Prozent der Einwohner von Afiesl ledig, 46,9 Prozent verheiratet, 5,0 Prozent verwitwet und 1,9 Prozent geschieden.

### Bevölkerungsentwicklung
Die Gemeinde Afiesl verzeichnete zwischen dem späten 19. Jahrhundert und dem Beginn des 21. Jahrhunderts einen nahezu sukzessiven Bevölkerungsschwund. Insgesamt büßte die Gemeinde zwischen 1869 und 2013 fast 40 Prozent ihrer Einwohnerzahl ein. Besonders starke Bevölkerungsrückgänge wurden in der Gemeinde insbesondere zwischen 1869 und 1900, um die Zeit des Ersten Weltkriegs sowie in den 1950er und 1960er Jahren verzeichnet. Seit 1971 stagniert die Einwohnerzahl der Gemeinde auf sehr niedrigem Niveau. Begründet liegt der Bevölkerungsschwund insbesondere in der Abwanderung aus der Gemeinde. So besteht seit Jahrzehnten eine negative Wanderungsbilanz, die jedoch durch den Geburtenüberschuss in der Zeit seit 1971 weitgehend ausgeglichen werden konnte. Seit 2001 war der Geburtenüberschuss in der Gemeinde geringer als die Abwanderung, weshalb die Einwohnerzahl zuletzt wieder leicht gesunken ist.

## Wirtschaft und Infrastruktur

### Verkehr
Das Gebiet der ehemaligen Gemeinde Afiesl wird im Wesentlichen durch zwei Straßen an das öffentliche Straßennetz angebunden. Im Süden des Gemeindegebietes im Ortsteil Waldhäuser verläuft die Böhmerwald Straße von West nach Ost. Sie verbindet die Gemeinde mit Helfenberg im Westen und Schönegg bzw. Vorderweißenbach (Bezirk Urfahr-Umgebung) im Osten. Als zweite wichtige Verbindungsstraße dient die Afiesl-Guglwald Bezirksstraße (L 1544), die Ober- und Unterafiesl im Norden des Gemeindegebiets mit St. Stefan im Walde im Westen und Schönegg im Osten verbindet.

### Sicherheit
Die Freiwillige Feuerwehr Afiesl wurde vermutlich 1934 gegründet, wobei die Gemeinde mit dem Ankauf einer Handkarrenspritze und die Bewilligung zum Bau eines Feuerwehrhauses die Gründung unterstützte. 1936 kam die Feuerwehr erstmals bei einem Brand in Unterafiesl 14 zum Einsatz, das Feuerwehrhaus wurde am 1. Juni 1936 durch den Pfarrprovisor aus St. Stefan gesegnet. Am 1. Jänner 1942 wurde die Freiwillige Feuerwehr Afiesl der Feuerwehr Helfenberg unterstellt, nach dem Ende des Zweiten Weltkriegs wurde die Freiwillige Feuerwehr Afiesl neu gebildet und wieder selbstständig. 1962 kaufte die Feuerwehr erstmals einen Feuerwehranhänger an, 1963 erfolgte der Bau eines Löschwasserteichs in Köckendorf, 1964 die Anlage eines Löschwasserteichs beim Gasthaus Pürmayr. Der Bau des Feuerwehrhauses am heutigen Standort begann im Juli 1972, die Eröffnung erfolgte 1973. Zwischen 1999 und 2000 erfolgte der Um- und Neubau des Feuerwehrhauses.